# New York Film Critics Circle Award al miglior film d'animazione
Il New York Film Critics Circle Award al miglior film d'animazione (New York Film Critics Circle Award for Best Animated Film) è un premio assegnato annualmente dal 1999 dai membri del New York Film Critics Circle alla migliore pellicola d'animazione distribuita negli Stati Uniti nel corso dell'anno.

## Albo d'oro

### Anni 1990
- 1999: South Park - Il film: più grosso, più lungo & tutto intero (South Park: Bigger, Longer & Uncut), regia di Trey Parker

### Anni 2000
- 2000: Galline in fuga (Chicken Run), regia di Peter Lord e Nick Park
- 2001: Waking Life, regia di Richard Linklater
- 2002: La città incantata (千と千尋の神隠し), regia di Hayao Miyazaki
- 2003: Appuntamento a Belleville (Les Triplettes de Belleville), regia di Sylvain Chomet
- 2004: Gli Incredibili - Una "normale" famiglia di supereroi (The Incredibles), regia di Brad Bird
- 2005: Il castello errante di Howl (ハウルの動く城), regia di Hayao Miyazaki
- 2006: Happy Feet, regia di George Miller
- 2007: Persepolis, regia di Marjane Satrapi e Vincent Paronnaud
- 2008: WALL•E, regia di Andrew Stanton
- 2009: Fantastic Mr. Fox, regia di Wes Anderson

### Anni 2010
- 2010: L'illusionista (L'Illusionniste), regia di Sylvain Chomet
- 2011: Nessuno
- 2012: Frankenweenie, regia di Tim Burton
- 2013: Si alza il vento (Kazetachinu), regia di Hayao Miyazaki
- 2014: The LEGO Movie, regia di Phil Lord e Christopher Miller
- 2015: Inside Out, regia di Pete Docter e Ronnie del Carmen
- 2016: Zootropolis (Zootopia), regia di Byron Howard e Rich Moore
- 2017: Coco, regia di Lee Unkrich ed Adrian Molina
- 2018: Spider-Man - Un nuovo universo (Spider-Man: Into the Spider-Verse), regia di Bob Persichetti, Peter Ramsey e Rodney Rothman
- 2019: Dov'è il mio corpo? (J'ai perdu mon corps), regia di Jérémy Clapin

### Anni 2020
- 2020: Wolfwalkers - Il popolo dei lupi (Wolfwalkers), regia di Tomm Moore e Ross Stewart
- 2021: I Mitchell contro le macchine (The Mitchells vs the Machines), regia di Mike Rianda e Jeff Rowe[2]
- 2022: Marcel the Shell with Shoes On, regia di Dean Fleischer-Camp[3]
- 2023: Il ragazzo e l'airone (君たちはどう生きるか), regia di Hayao Miyazaki[4]
- 2024: Flow - Un mondo da salvare (Straume), regia di Gints Zilbalodis [5]